# Karel Salmon
Karel Salmon (alemany: Karl Salomon)  (Heidelberg, 13 de novembre de 1897 - Beit Zayit, 15 de gener de 1974) va ser un compositor israelià, cantant (baríton), pianista, organista, director d'orquestra i administrador musical de naixement alemany.
Fill d'un home de negocis, Karl Salomon va rebre la seva primera formació musical a l'Acadèmia de Música de Heidelberg. Des del 1912 va participar en els cursos de composició de "Philipp Wolfrum" a la universitat. Els primers intents de composició, inclosa una simfonia, també cauen durant aquest període. Salomon va gaudir dels ànims personals de Wolfrum fins a la mort de Wolfrum. A Heidelberg Salomon va actuar com a organista i va dirigir, entre altres coses. assajos per a l'estrena mundial de Der Einsiedler (1916), l'última obra coral de Max Reger. Va presentar les seves obres al grup cultural "Die Gemeinschaft" fundat per l'historiador de l'art Wilhelm Fraenger. El 1920 Salomon va completar els seus estudis amb Richard Strauss a Berlín i després va treballar com a cantant i director de teatre a Hamburg, Baden-Baden i Berlín. A més de compondre, es va dedicar al processament de música antiga, inclosa l'òpera Rodelinda de Händel (1932).
Després que els nazis arribessin al poder el 1933, Salomon va haver de deixar i va poder abandonar Alemanya. Completament dotat com a cantant i pianista, director i compositor, arranjador i organitzador, Karel Salmon, com ell mateix es deia ara, es va convertir en una part integral de la cultura europea a Israel. Va ocupar llocs de lideratge en la construcció de la vida musical de Palestina. A Jerusalem va fundar una orquestra de cambra, dirigida a l'Òpera de Palestina, va ensenyar al Conservatori i, com a director musical, va dirigir el cor i lorquestra de la Universitat Hebrea de Jerusalem. Després que l'emissora de ràdio de Jerusalem comencés a emetre, inicialment sota un mandat britànic com a "Palestine Broadcasting Service" (PBS), des de 1948 com a Radio Israel (Kol Israel), Salomon va ser nomenat director musical del departament hebreu. Del 1957 al 1962 va ser director del servei d'ultramar del servei de transcripció de l'autoritat de radiodifusió d'Israel.
Vivint inicialment a Neve Ya’acov, entre Jerusalem i Ramallah, Salomó es va traslladar més tard a Beit Zayit, prop de Jerusalem, on també va morir.

## Obres
Les composicions més importants de Salmon es van escriure a Israel: òperes i obres orquestrals, música coral profana i sagrada, música de cambra, peces per a piano, obres per a orgue, cançons.
- David i Goliat, òpera basada en motius bíblics (1930, rev. 1956)
- Quatre vegades Matusalem, òpera basada en motius bíblics (1965/66, produïda per ZDF 1968)
- Nedarim (vot), segons una vella llegenda jueva (1954, estrena 1955 concert al Kibbutz En Gev).
- Shir Hatekuma (La cançó de l'afirmació), oratori. L'edició de text hebreu d'Avigdor Hameiri es basa en un text de Moshe Yakov Ben Gabriel.
- Chajei adam (A Human Life) Cantata per a cor i orquestra. (Composta el 1967 pel seu 70è aniversari)
- El to, cantata de versos de la poesia religiosa d'Arno Nadel; una primera obra important (1921)

També en la música instrumental, basada en formes tradicionals, el compositor va buscar reiteradament la inclusió programàtica de melodies o motius populars del passat i del present del seu país:
- Suite sefardita de Solomon per a conjunt de cambra basat en melodies de cants jueus-espanyols; Dedicat a Pau Casals (1947)
- Concert de Jerusalem per a Glockenspiel i Orquestra (1948)
- Segona simfonia "Leilot bi-Chna'an" (1949)
- Suite simfònica sobre temes grecs. L'arranjament elaboradament orquestrat de quatre danses populars gregues mostra la integració d'expressions orientals-jueves i gregues en la melodia, el ritme i el so. (1943, també arranjat per a piano i per a dos pianos). El 1951 el compositor va rebre el Premi Engel per aquesta, la seva obra més popular fins ara.
- També hi ha cançons, així com arranjaments de cançons populars i nacionals.